# Lentopalloklubi Viesti Salo
O Lentopalloklubi Viesti Salo é um clube de voleibol indoor finandês fundado em 2008, que possui atualmente um time profissional feminino

## História
O LP Viesti ou LP Salo foi fundado em 28 de fevereiro de 2008, anteriormente foi chamado de  Salon Viesti e tem se apresentado nas competições européias e nas competições nacionais desde o ano de 2000, venceu sete edições nacionais de 2009 a 2015 e a oitava em 2017, além de ter cinco vice-campeonatos e um terceiro lugar; poussi dez conquistas da Copa da Finlândia, e melhor resultado na Challenge Cup ocorreu na edição de 2012-13 quando foi semifinalista, também disputou a Liga dos Campeões da Europa a partir de 2015; venceu 114 jogos em seu mando de quadra.Na temporada 2002-03 disputou a Challenge Cup (na época Copa CEV).
Investe nas categorias de base, desde a década de 90 que o diretor Tomi Lemminkäinen está a frente do projeto, já atuou como treinador, dirigente e novamente assume a função de técnico; conquistou na temporada de 2008-09 os títulos da Liga Finlandesa e da Copa da Finlândia, disputou a segunda rodada da Challenge Cup, vencendo o Rabita Baku por 3-2 e perdendo fora da casa por 3-0; na jornada 2009-10 bicampeão da liga e da copa  e o décimo quarto lugar na Challenge Cup; já nas competições de 2010-11 tricampeão na liga e na copa, décimo sexto posto na Copa CEV  e quinto lugar na Challenge Cup; obteve os tetracampeonatos da liga e da copa , décimo terceiro lugar na Copa CEV na temporada 2011-12.
No período de 2012-13 foi pentacampeão nacional e vice-campeão na Copa da Finlândia, décimo sexto lugar na Copa CEV e semifinalista na Challenge  Cup; obtendo o hexampeonato nacional e novamente o vice-campeonato na Copa da Finlândia e nono posto na Copa CEV; na jornada de 2014-15 heptacampeão nacional e voltou ao título na Copa da Finlândia e alcançou o décimo sexto posto na Liga dos Campeões da Europa; a sequencia nacional foi interrompida com um vice-campeonato na liga e outra vez campeão da copa,além do décimo terceiro lugar na Copa CEV no período de 2015-16.
Na jornada de 2016-17 foi campeão tanto nacional e da copa, décimo sétimo lugar na Copa CEV; foi vice-campeão na liga finlandesa de 2017-18, além do décimo sétimo posto na Copa CEV de 2017, mesma colocação obtida na edição de 2018 e o vigésimo primeiro posto na Liga dos Campeões da Europa de 2018 e disputou a Copa CEV de 2019 a fase de pré-oitavas de final

## Títulos conquistados
Campeonato Finlandês: 8
- Campeão:2008-09, 2009-10, 2010-11, 2011-12, 2012-13, 2013-14, 2014-15 e 2016-17
- Finalista:2000-01, 2002-03, 2005-06, 2006-07, 2015-16 e 2017-18
- Terceiro posto:2007-08

Copa da Finlândia : 10
- Campeão:2001-02, 2003-04, 2006-07, 2007-08, 2008-09, 2009-10, 2010-11, 2013-14, 2014-15 e 2015-16
- Finalista:2000-01, 2004-05, 2005-06, 2011-12 e 2012-13

 Liga dos Campeões da Europa
 Copa CEV
 Challenge Cup
- Quarto posto:2012-13